# جيف تريباجنير
جيف تريباجنير (بالإنجليزية: Jeff Trepagnier)‏ مواليد 11 يوليو 1979 في لوس أنجلوس، هو لاعب كرة سلة أمريكي. بدأ مسيرته الاحترافية في سنة 2001. تم اختياره من قبل فريق كليفلاند كافالييرز خلال الدرافت. يبلغ طوله 6 قدم 4 بوصة (1.9 م).

## المسيرة الاحترافية
لعب مع كليفلاند كافالييرز في موسم 2001–2002، ثم لعب مع دنفر ناغتس من سنة 2002 إلى 2004، ثم لعب مع باسكت نابولي في موسم 2004–2005، ثم لعب مع باسكت نابولي في موسم 2006–2007.

## روابط خارجية
- جيف تريباجنير على موقع الاتحاد الدولي لألعاب القوى (الإنجليزية)
- جيف تريباجنير على موقع إن بي أي (الإنجليزية)
- جيف تريباجنير على موقع سبورتس رفرنس (الإنجليزية)
- جيف تريباجنير على موقع كرة السلة الأوروبية.كوم (الإنجليزية)
- جيف تريباجنير على موقع كلية كرة السلة في سبورتس رفرنس.كوم (الإنجليزية)
- جيف تريباجنير على موقع ريلجم (الإنجليزية)
- جيف تريباجنير على موقع بروبوليرز (الإنجليزية)
- جيف تريباجنير على موقع سبورتس رفرنس (الإنجليزية)
- جيف تريباجنير على موقع سبورتس رفرنس (الإنجليزية)